# JUST
JUST was een digitale muziek- en entertainmentzender in Vlaanderen. De zender begon haar uitzendingen op 1 november 2013 met trailers. De officiële uitzendingen zijn gestart op 24 december 2013. De zender stopte in juli 2016.

## Geschiedenis
JUST is de opvolger van Life!tv. Deze zender is gestopt met uitzenden op 31 oktober 2013. Een dag later is JUST gestart met het uitzenden van trailers en muziekclips, dit om de kijkers warm te maken voor de nieuwe zender. Half november werd er bekendgemaakt dat de zender officieel zou starten op 24 december 2013, kerstavond dus. De opening van de zender startte met een concert van Hooverphonic. In juli 2016 werd de zender stopgezet.

## Ontvangst
JUST was te ontvangen via Telenet Digital TV (in Vlaanderen op kanaal 41, in Brussel op kanaal 141), SNOW en Numericable. De zender zendt uit in SD-formaat.

## Presentatie
Hoewel JUST een nieuwe zender in het Vlaamse medialandschap was, kon het toch een aantal bekende gezichten strikken voor de zender:
- Belle Pérez
- Dean
- Erika Van Tielen
- Evi Geysels
- Kevin Kayirangwa

- Nina De Man
- Sisters Only
- Steffi Vertriest
- Sverre Denis

## Programma's
JUST is voornamelijk een muziekzender, maar naast de videoclips zijn ook nog deze programma's te zien:
- One Way Ticket
- TagMag Magazine
- Sisters Only TV
- Just make my day - traffic sing a long (Vlaamse versie en Amerikaanse versie)
- V10

Geschiedenis van de Vlaamse televisie